# Lancer du poids féminin aux Jeux olympiques d'été de 2016
Pour un article plus général, voir Athlétisme aux Jeux olympiques d'été de 2016.
Navigation
Londres 2012 Tokyo 2020
L'épreuve du lancer du poids féminin aux Jeux olympiques de 2016 se déroule le 12 août 2016 au Stade olympique de Rio de Janeiro, au Brésil. elle est remportée par l'Américaine Michelle Carter avec la marque de 20,63 m.

## Résultats

### Finale
| Médaille d'or      | Michelle Carter     | États-Unis        | 19.12 | 19.82 | 19.44 | 19.87 | 19.84 | 20.63 | 20.63 | AR, WL |
| Médaille d'argent  | Valerie Adams       | Nouvelle-Zélande  | 19.79 | 20.42 | 19.80 | X     | X     | 20.39 | 20.42 | SB     |
| Médaille de bronze | Anita Márton        | Hongrie           | 17.60 | 18.72 | 19.39 | 19.38 | 19.10 | 19.87 | 19.87 | NR     |
| 4                  | Gong Lijiao         | Chine             | 18.98 | 19.39 | 19.18 | X     | X     | X     | 19.39 |        |
| 5                  | Raven Saunders      | États-Unis        | 18.88 | X     | X     | X     | X     | 19.35 | 19.35 | PB     |
| 6                  | Christina Schwanitz | Allemagne         | 19.03 | X     | X     | X     | X     | 18.92 | 19.03 |        |
| 7                  | Cleopatra Borel     | Trinité-et-Tobago | 18.05 | 18.24 | X     | 17.94 | 18.37 | X     | 18.37 |        |
| 8                  | Aliona Dubitskaya   | Biélorussie       | 18.00 | 18.23 | X     | X     | X     | X     | 18.23 |        |
| 9                  | Geisa Arcanjo       | Brésil            | 17.50 | 17.68 | 18.16 |       |       |       | 18.16 |        |
| 10                 | Natalia Duco        | Chili             | 18.07 | 17.73 | 17.99 |       |       |       | 18.07 |        |
| 11                 | Alena Abramchuk     | Biélorussie       | 17.37 | X     | X     |       |       |       | 17.37 |        |
| 12                 | Auriol Dongmo       | Cameroun          | X     | 16.99 | 16.82 |       |       |       | 16.99 |        |

### Qualifications
- Qualification : 18.40m (Q) ou les 12 meilleurs lancers (q).

| Rang | Groupe | Athlète              | pays              | #1    | #2    | #3    | Marque | Notes |
| ---- | ------ | -------------------- | ----------------- | ----- | ----- | ----- | ------ | ----- |
| 1    | A      | Valerie Adams        | Nouvelle-Zélande  | 19.74 |       |       | 19.74  | Q     |
| 2    | B      | Christina Schwanitz  | Allemagne         | 19.18 |       |       | 19.18  | Q     |
| 3    | A      | Michelle Carter      | États-Unis        | 17.95 | 19.01 |       | 19.01  | Q     |
| 4    | A      | Raven Saunders       | États-Unis        | x     | 18.83 |       | 18.83  | Q     |
| 5    | B      | Gong Lijiao          | Chine             | 18.74 |       |       | 18.74  | Q     |
| 6    | B      | Anita Márton         | Hongrie           | 18.51 |       |       | 18.51  | Q     |
| 7    | B      | Geisa Arcanjo        | Brésil            | 18.27 | 17.67 | x     | 18.27  | q, SB |
| 8    | A      | Cleopatra Borel      | Trinité-et-Tobago | 16.94 | 17.78 | 18.20 | 18.20  | q     |
| 9    | A      | Natalia Duco         | Chili             | 18.18 | x     | x     | 18.18  | q     |
| 10   | B      | Auriol Dongmo        | Cameroun          | 17.92 | 17.71 | x     | 17.92  | q     |
| 11   | B      | Alena Abramchuk      | Biélorussie       | 17.78 | 17.19 | 16.97 | 17.78  | q     |
| 12   | A      | Aliona Dubitskaya    | Biélorussie       | x     | x     | 17.76 | 17.76  | q     |
| 13   | B      | Paulina Guba         | Pologne           | 17.70 | 17.56 | x     | 17.70  |       |
| 14   | B      | Felisha Johnson      | États-Unis        | x     | 17.64 | 17.69 | 17.69  |       |
| 15   | A      | Melissa Boekelman    | Pays-Bas          | 16.97 | 17.69 | x     | 17.69  |       |
| 16   | A      | Bian Ka              | Chine             | 17.68 | 17.36 | 16.84 | 17.68  |       |
| 17   | B      | Yuliya Leantsiuk     | Biélorussie       | 17.66 | x     | 16.69 | 17.66  |       |
| 18   | A      | Brittany Crew        | Canada            | 16.67 | x     | 17.45 | 17.45  |       |
| 19   | B      | Ahymará Espinoza     | Venezuela         | x     | 17.27 | 16.77 | 17.27  |       |
| 20   | A      | Sara Gambetta        | Allemagne         | x     | 16.93 | 17.24 | 17.24  |       |
| 21   | B      | Radoslava Mavrodieva | Bulgarie          | x     | 17.11 | 17.20 | 17.20  |       |
| 22   | B      | Yaniuvis López       | Cuba              | 17.15 | x     | x     | 17.15  |       |
| 23   | B      | Manpreet Kaur        | Inde              | 16.68 | 17.06 | 16.76 | 17.06  |       |
| 24   | A      | Emel Dereli          | Turquie           | 17.01 | 16.86 | x     | 17.01  |       |
| 25   | B      | Danniel Thomas       | Jamaïque          | 16.70 | 16.43 | 16.99 | 16.99  |       |
| 26   | A      | Saily Viart          | Cuba              | 15.82 | x     | 16.99 | 16.99  |       |
| 27   | A      | Olga Golodna         | Ukraine           | 16.10 | 16.35 | 16.83 | 16.83  |       |
| 28   | B      | Taryn Suttie         | Canada            | 16.55 | 16.74 | 16.60 | 16.74  |       |
| 29   | A      | Nwanneka Okwelogu    | Nigeria           | 16.67 | x     | x     | 16.67  |       |
| 30   | B      | Lena Urbaniak        | Allemagne         | 16.32 | 16.62 | x     | 16.62  |       |
| 31   | A      | Sandra Lemos         | Colombie          | 16.46 | 16.46 | 16.12 | 16.46  |       |
| 32   | A      | Leyla Rajabi         | Iran              | 16.18 | 16.34 | 16.16 | 16.34  |       |
| 33   | A      | Gao Yang             | Chine             | 16.17 | 15.48 | x     | 16.17  |       |
| 34   | B      | Galyna Obleshchuk    | Ukraine           | 15.81 | x     | x     | 15.81  |       |
| 35   | A      | Dimitriana Surdu     | Moldavie          | 15.14 | 15.17 | 15.25 | 15.25  |       |
| 36   | B      | Jessica Inchude      | Guinée-Bissau     | 14.12 | 15.15 | 14.84 | 15.15  |       |

## Légende
Records et Performances
- AR : Record continental (area record)
- CR : Record des championnats (championship record)
- MR : Record du meeting (meet record)
- NR : Record national (national record)
- OR : Record olympique (olympic record)
- PR : Record paralympique (paralympic record)
- PB : Record personnel (personal best)
- SB : Meilleure performance personnelle de la saison (season's best)
- WL : Meilleure performance mondiale de l'année (world leader)
- WJR : Record du monde junior (world junior record)
- WR : Record du monde (world record)

Circonstances et Conditions
- DNF : N'a pas terminé (did not finish)
- DNS : N'a pas pris le départ (did not start)
- DQ : Disqualification (disqualification)
- NM : Aucun essai valable enregistré (No Mark)
- Q : Qualifié « directement » au prochain tour (ou à la prochaine compétition), lors d'une compétition majeure, grâce au classement ou à la réalisation des minima (automatic qualifier)
- q : Qualifié au prochain tour (ou à la prochaine compétition), lors d'une compétition majeure, grâce au repêchage ou à la réalisation de l'une des meilleures performances parmi celles des « non qualifiés directement » (grâce au meilleur temps ou à la meilleure distance par exemple) (secondary qualifier)